# AMMECR1
AMMECR1 (англ. Alport syndrome, mental retardation, midface hypoplasia and elliptocytosis chromosomal region gene 1) – білок, який кодується однойменним геном, розташованим у людей на довгому плечі X-хромосоми. Довжина поліпептидного ланцюга білка становить 333 амінокислот, а молекулярна маса — 35 463.
| 10         |  | 20         |  | 30         |  | 40         |  | 50         |
| ---------- |  | ---------- |  | ---------- |  | ---------- |  | ---------- |
| MAAGCCGVKK |  | QKLSSSPPSG |  | SGGGGGASSS |  | SHCSGESQCR |  | AGELGLGGAG |
| TRLNGLGGLT |  | GGGSGSGCTL |  | SPPQGCGGGG |  | GGIALSPPPS |  | CGVGTLLSTP |
| AAATSSSPSS |  | SSAASSSSPG |  | SRKMVVSAEM |  | CCFCFDVLYC |  | HLYGYQQPRT |
| PRFTNEPYPL |  | FVTWKIGRDK |  | RLRGCIGTFS |  | AMNLHSGLRE |  | YTLTSALKDS |
| RFPPMTRDEL |  | PRLFCSVSLL |  | TNFEDVCDYL |  | DWEVGVHGIR |  | IEFINEKGSK |
| RTATYLPEVA |  | KEQGWDHIQT |  | IDSLLRKGGY |  | KAPITNEFRK |  | TIKLTRYRSE |
| KMTLSYAEYL |  | AHRQHHHFQN |  | GIGHPLPPYN |  | HYS        |  |            |

A: Аланін

C: Цистеїн

D: Аспарагінова кислота

E: Глутамінова кислота

F: Фенілаланін

G: Гліцин

H: Гістидин

I: Ізолейцин

K: Лізин

L: Лейцин

M: Метіонін

N: Аспарагін

P: Пролін

Q: Глутамін

R: Аргінін

S: Серин

T: Треонін

V: Валін

W: Триптофан

Кодований геном білок за функцією належить до фосфопротеїнів. 
Задіяний у такому біологічному процесі, як альтернативний сплайсинг. 
Локалізований у ядрі.